# Eddie Cochran
Raymond Edward "Eddie" Cochran (3. listopada 1938. – 17. travnja 1960.) bio je američki rock glazbenik, popularan od kraja 1950-ih, i početkom 1960-ih.
Njegov najveći hit je pjesma koja se i dan danas vrti po radio stanicama širom svijeta - Summertime Blues.

## Životopis i karijera
Cochran je rođen u gradiću Albert Lea, Minnesota, njegovi roditelji bili su iz Oklahome, tako da je i on uvijek tvrdio da je iz Oklahome. 
Pohađao je glazbenu školu, koju je napustio zbog bubnjeva. Kasnije se vratio na klasičnom tipu glazbene izobrazbe i uzimao satove iz klavira, počeo je svirati gitaru, imitirajući country pjevače koje bi čuo na radiju.
1955. godine obitelj mu se preselila u Bell Gardens, Kalifornija. Tu je osnovao sastav s dva školska prijatelja. Za vrijeme jednog nastupa upoznao je Hanka Cochrana (poznije se proslavio kao skladatelj country glazbe). Počeli su nastupati zajedno kao duet, i premda nisu bili u nikakvom rodu odabrali ime The Cochran Brothers.
Eddie Cochran je također radio i kao studijski glazbenik, i počeo skladati i snimati svoje demouratke sa svojim budućim menadžerom Jerryjem Capehartom.

### Uspjeh
1956. Boris Petroff pitao je Cochrana želi li nastupiti u filmu The Girl Can't Help It (glazbena komedija). Eddie je pristao i u svom prvom filmskom nastupu, otpjevao pjesmu Twenty Flight Rock. Već sljedeće godine 1957. nastupio je u svom drugom filmu - Untamed Youth, te godine napravio je svoj prvi hit Sittin' in the Balcony (pjesma John D. Loudermilka, inače jedna od rjeđih pjesama koje je snimio, a da on osobno nije bio skladatelj).
Cochranov najveći i najpoznatiji hit je živahna pjesma iz 1958. Summertime Blues (koautor: Jerry Capehart), ova nepretenciozno otpjevana i jednostavno odsvirana pjesma od par akorda, izvršila je veliki utjecaj na pop i rock glazbu, kasnih 1950-ih. (pjesma se popela na #8 američkih ranglista). Cochran je u svojoj vrlo kratkoj karijeri 
imao svega nekoliko hitova, a to su bili; C'mon Everybody, Somethin 'Else, My Way, Weekend, Teenage Heaven, Sitting in the Balcony, Three Stars, Nervous Breakdown i postumno objavljen Three Steps to Heaven ( britanski #1).

### Smrt
U subotu, 16. travnja 1960., oko 11:50 za vrijeme turneje po Britaniji, poginuo je tad 21-godišnji Cochran u prometnoj nesreći kad se taksi (Ford Consul) zaletio u stup. Cochran je izletio kroz prozor automobila, te je od 
zadobivenih rana preminuo u bolnici St. Martin's Hospital, u gradu Bathu.
Njegovi suvozači Sharon Sheeley (skladatelj) i pjevač Gene Vincent preživjeli su nesreću, Vincent uz teže ozljede od kojih je patio cijeli život.

## Diskografija

#### Albumi
- Singin' To My Baby 1957.
- 12 of His Biggest Hits, 1960.
- The Eddie Cochran Memorial Album, 1960.
- Never To Be Forgotten, 1962
- Cherished Memories, 1962)
- Greatest Hits, 1990.
- The Very Best of Eddie Cochran, 2008.
- Eddie Cochran Story, 2009.

## Vanjske poveznice
- Eddie Cochran Online Tribute Center
- Na stranicama pronađite grob (findagrave)